# Sloane Stephensová
Sloane Stephensová (nepřechýleně: Stephens, * 20. března 1993 Plantation, Florida) je americká profesionální tenistka. Ve své dosavadní kariéře na okruhu WTA Tour vyhrála osm turnajů ve dvouhře a jeden ve čtyřhře. V grandslamové dvouhře zvítězila na US Open 2017 a jako poražená finalistka skončila na French Open 2018. Na juniorském grandslamu získala v roce 2010 tři deblové trofeje s Tímeou Babosovou. V rámci okruhu ITF vybojovala jeden titul ve dvouhře a jeden ve čtyřhře.
Na žebříčku WTA byla nejvýše ve dvouhře klasifikována v červenci 2018 na 3. místě a ve čtyřhře pak v říjnu 2011 na 94. místě. Trénují ji Egypťan Omar El Kheshen s Američanem Kamauem Murrayem. V minulosti tuto roli plnili Nick Saviano, Paul Annacone, Thomas Högstedt a Sven Groeneveld.
V ženském tenise na sebe poprvé upozornila v 19 letech, kdy postoupila do semifinále Australian Open 2013 po vítězství nad světovou trojkou Serenou Williamsovou. V sezónách 2016–2017 její kariéru přerušilo zranění nohy, kvůli němuž se odhlásila z US Open 2016. Před plánovaným návratem v lednu 2017 vyšetření odhalilo únavovou zlomeninu levé loďkovité kosti a následně se podrobila operaci. Na okruh se vrátila ve Wimbledonu 2017. Debut na Turnaji mistryň 2018 proměnila ve finálovou účast.
V americkém týmu Billie Jean King Cupu debutovala v roce 2012 dubnovou baráží o účast ve Světové skupině 2013 proti Ukrajině, v níž s Liezel Huberovou vyhrála čtyřhru nad sestrami Kičenokovými a přispěla k výhře Američanek 5:0 na zápasy. V roce 2017 se stala členkou vítězného družstva, které v minském finále zdolalo Bělorusko 3–2, přestože prohrála obě dvouhry. Do dubna 2024 v soutěži nastoupila k deseti mezistátním utkáním s bilancí 7–5 ve dvouhře a 2–1 ve čtyřhře.
Spojené státy americké reprezentovala na Letních olympijských hrách 2016 v Riu de Janeiru, kde v ženské dvouhře nestačila v úvodním kole na Kanaďanku Eugenii Bouchardovou.
Ženská tenisová asociace její výkony v roce 2017 ocenila jako návrat roku.

## Tenisová kariéra

### Juniorská kariéra
Na květnové juniorce French Open 2010 zvítězila s Maďarkou Tímeou Babosovou v deblu, po finálové výhře nad španělským párem Lara Arruabarrenaová-Vecinová a María Teresa Torrová Florová ve dvou setech.
O necelé dva měsíce později získala se stejnou partnerkou druhý juniorský grandslam ve čtyřhře, když ve finále Wimbledonu 2010 zdolaly Rusky Elinu Svitolinovou a Irinu Chromačovovou. Rok 2010 s Babosovou zakončily třetím deblovým titulem na juniorce US Open 2010 a staly se tak prvním párem historie, který triumfoval ve třech ze čtyř juniorských grandslamů čtyřhry v jedné sezóně. Nejvyšším postavením na juniorském kombinovaném žebříčku ITF se stala 5. příčka.

### 2013
V sezóně se neprobojovala ani do jednoho finále, ale body sbírala dobrými výsledky na Grand Slamech. V jejím závěru, kdy figurovala na svém dosavadním maximu – 11. místu, poprvé zavítala na říjnový Turnaj mistryň v roli druhé náhradnice.

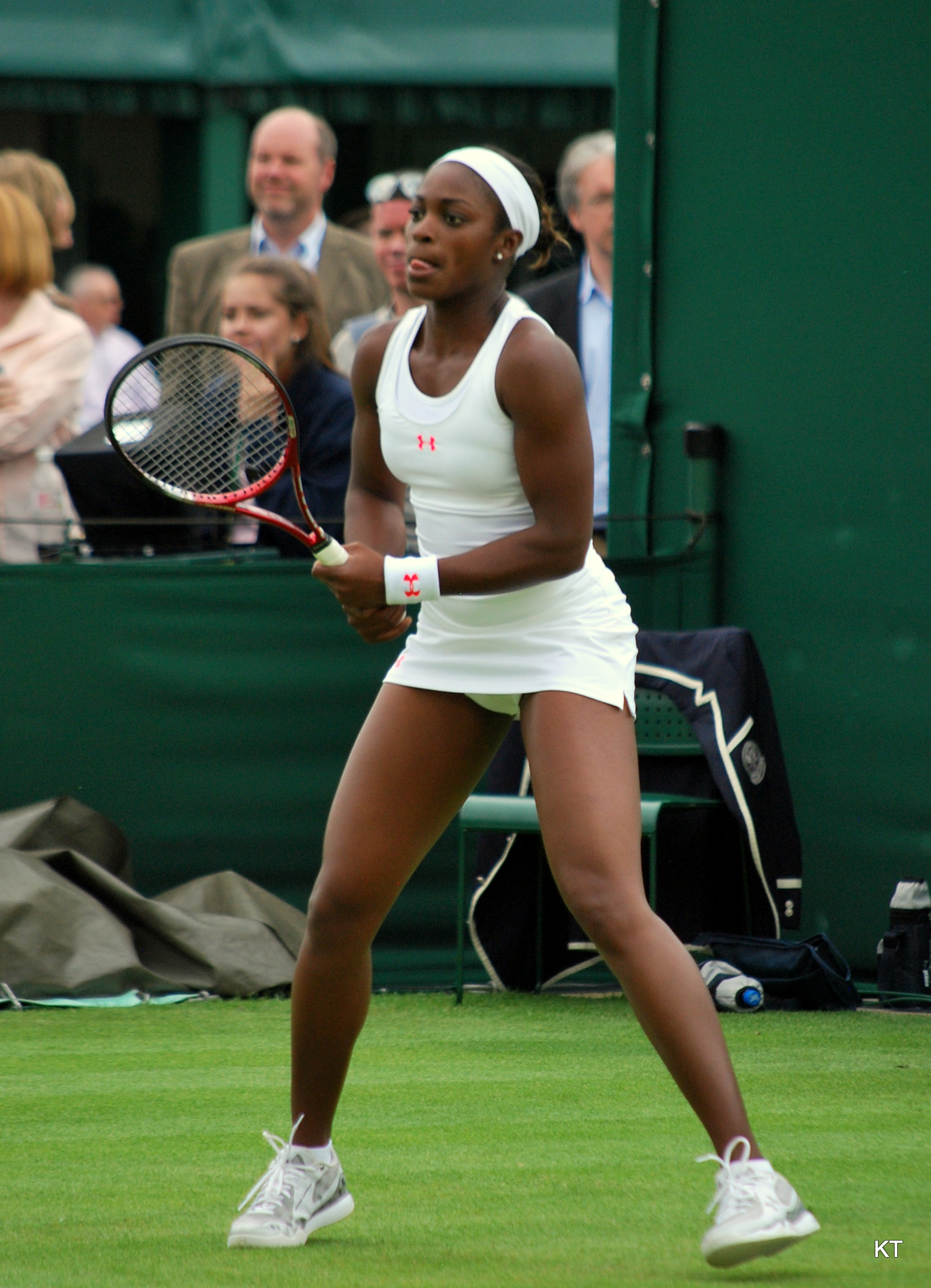
V 1. kole Wimbledonu 2012 proti Karolíně Plíškové

Rok zahájila na australském Brisbane International, kde v úvodním kole porazila slovenskou světovou patnáctku Dominiku Cibulkovou. Následně zdolala Švédku Sofii Arvidssovou a ve čtvrtfinále podlehla favorizované Sereně Williamsové po dvousetovém průběhu. Williamsová po utkání prohlásila, že by se Stephensová mohla jednoho dne stát světovou jedničkou. Čtvrtfinálové body jí zajistily posun z 38. místa na 29. příčku žebříčku WTA, což znamenalo, že na Australian Open, respektive na turnaj Grand Slamu, přijede poprvé jako nasazená hráčka.
Do Moorilla Hobart International nastupovala jako turnajová osmička, kde nejdříve přešla přes rivalku z juniorských let Lauru Robsonovou. Poté porazila Rumunku Simonu Halepovou a ve třetí fázi krajanku Lauren Davisovou. V semifinále skončila na raketě vítězky turnaje Rusky Jeleny Vesninové ve dvou sadách. Ve světové klasifikaci si polepšila o čtyři místa na své maximum – 25. pozici.
Na melbournské Australian Open přijížděla v roli dvacáté deváté nasazené. Podruhé v krátkém časovém období vyhrála nad Halepovou. V dalším kole zdolala Francouzku Kristinu Mladenovicovou a ve třetím opět Lauru Robsonovou, přemožitelku světové a turnaje osmičky Petry Kvitové . V osmifinále si poradila se srbskou tenistkou Bojanou Jovanovskou. Mezi posledními osmi se postarala o největší překvapení ženské dvouhry, když zdolala třetí nasazenou a pětinásobnou šampiónku melbournského grandslamu Serenu Williamsovou. Ta si během utkání stěžovala na bolesti zad a vyžádala si zdravotní přestávku. Stephensová tak postoupila do svého premiérového semifinále na Grand Slamu a stala se první Američankou, mladší než Serena Williamsová, která ji dokázala porazit.. V semifinále však nestačila na světovou jedničku Azarenkovou.

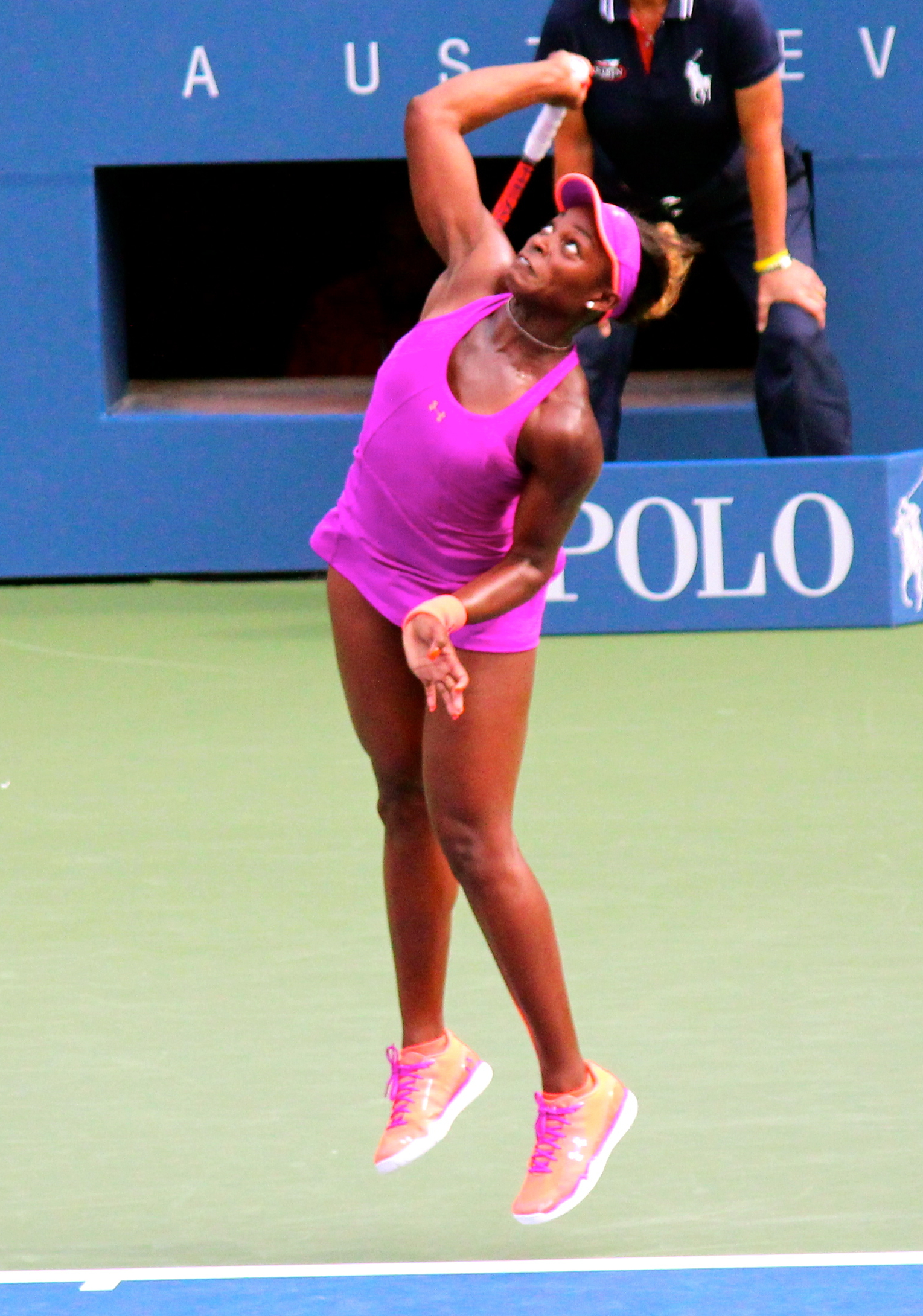
Podání na US Open 2013, kde ji porážku z úvodního majoru sezóny oplatila Serena Williamsová

Osmifinále si zahrála na French Open a na US Open, když v prvním případě vypadla s Mariou Šarapovovou a ve druhém ji oplatila porážku z úvodu roku Serena Williamsová. Ve wimbledonské dvouhře nestačila ve čtvrtfinále na pozdější šampiónku Marion Bartoliovou.

### 2017: Cesta za titulem na US Open a vítězka Fed Cupu
Chirurgickému zákroku nohy se podrobila 23. ledna 2017 po odhalení únavové zlomeniny levé loďkovité kosti. Na okruh se vrátila ve Wimbledonu, kde na úvod podlehla krajance Alison Riskeové. Vyřazena byla rovněž v prvním zápase letního Citi Open ve Washingtonu, D.C. od nejvýše nasazené Simony Halepové. Nárůst formy přišel v dalších dílech US Open Series, když až jako 934. hráčka pořadí tenistek pronikla do semifinále torontského Rogers Cupu. Poté, co ve třetí fázi zdolala Kerberovou, ocitla se na prahu vyřazení s Lucií Šafářovou, když Češka nevyužila tři mečboly. V semifinále však uhrála jen pět gamů na turnajovou šestku Caroline Wozniackou. Další týden prošla opět mezi poslední čtveřici tenistek na Western & Southern Open v Cincinnati, kde si na druhém turnaji za sebou poradila s Petrou Kvitovou. Tyto výsledky Američance zajistily návrat do první světové stovky žebříčku.

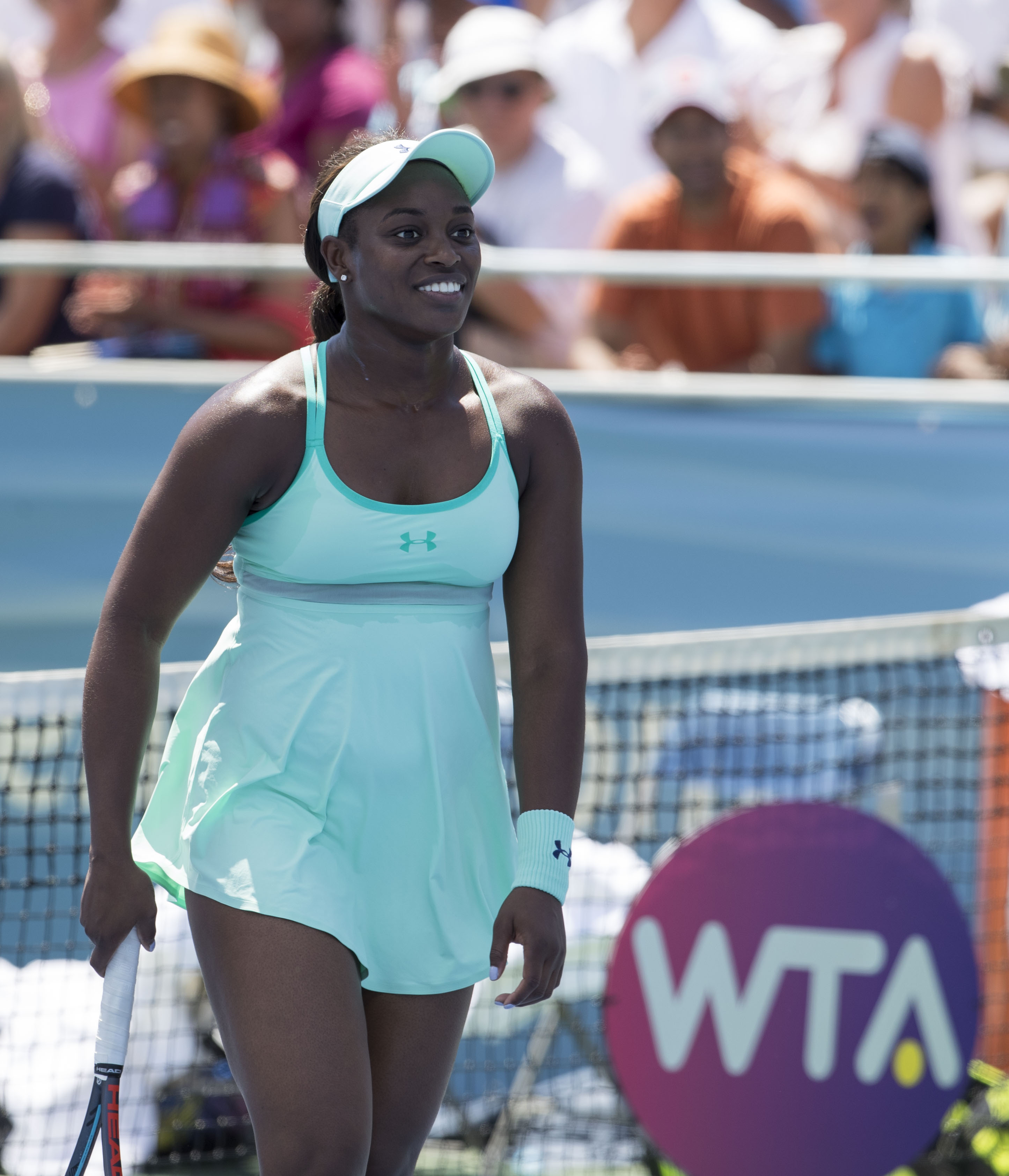
Během washingtonského Citi Open

Díky žebříčkové ochraně měla zajištěnu účast v hlavní soutěži US Open. Jako 83. žena klasifikace na úvod vyřadila italskou finalistku z roku 2015 Robertu Vinciovou ve dvou sadách a poté jedenáctou nasazenou Dominiku Cibulkovou po třísetovém průběhu. Ve třetí fázi ji nezastavila Australanka Ashleigh Bartyová a v osmifinále ani turnajová třicítka Julia Görgesová. V prvním čtvrtfinále na grandslamu od Wimbledonu 2013 zvládla duel proti šestnácté nasazené Lotyšce Anastasiji Sevastovové, když těsný průběh rozhodl až tiebreak závěrečné sady. Ve svém premiérovém grandslamovém semifinále narazila na Venus Williamsovou. Třísetový zápas plný nevynucených chyb měl divoký průběh s vítězným koncem pro Stephensovou. Ve finále zdolala další krajanku a turnajovou patnáctku Madison Keysovou, která uhrála jen tři gamy. Prvním grandslamovým titulem se po Clijstersové stala druhou nenasazenou šampionkou US Open v open éře tenisu. Nepočítaje sestry Williamsovy se také stala první americkou šampionkou Flushing Meadows od trofeje Lindsay Davenportové v roce 1998 a první americkou vítězkou grandslamu od Jennifer Capriatiové na Australian Open 2002. Bodový zisk ji katapultoval o šedesát šest míst výše, když po turnaji figurovala na 17. příčce žebříčku.
Během podzimních čínských turnajů nepřekročila brány prvních kol. Nejdříve podlehla Číňance Wang Čchiang na Wuhan Open, aby její cestu pekingským China Open ukončila kvalifikantka Christina McHaleová, na níž uhrála jen tři gamy. Na závěrečném turnaji roku WTA Elite Trophy v Ču-chaji utržila v kaméliové skupině porážku od Sevastovové a během úvodní sady s Barborou Strýcovou utkání skrečovala. Jako týmová dvojka byla nominována do minského finále Fed Cupu proti Bělorusku, v němž překvapivě prohrála dvouhry proti Aryně Sabalenkové i Aljaksandře Sasnovičové. Američanky po sedmnácti letech přesto získaly osmnáctou trofej, když vyhrály 3:2 na zápasy.

### 2018: Šampionka Miami Masters, finalistka French Open a Turnaje mistryň, průlom do Top 10
V první části sezóny se dále potýkala s poklesem formy, když na šest porážek z konce roku 2017 navázala jen třemi vyhranými zápasy ze čtyř prvních turnajových startů. V úvodním kole Sydney International ji vyřadila Italka Camila Giorgiová a na melbournském Australian Open čínská hráčka Čang Šuaj, přestože šla v zápase podávat na vítězství. Poprvé od prohry Kerberové na Roland Garros 2016 tak grandslamová vítězka nepřešla brány úvodního kola na navazujícím majoru.
Z pozice nejvýše nasazené přijela na acapulský turnaj Abierto Mexicano Telcel, kde si připsala první vyhraný duel od US Open 2017, když přehrála Francouzku Pauline Parmentierovou. Po postupu přes Nizozemku Arantxu Rusovou ji však ve čtvrtfinále zastavila Stefanie Vögeleová ze Švýcarska.

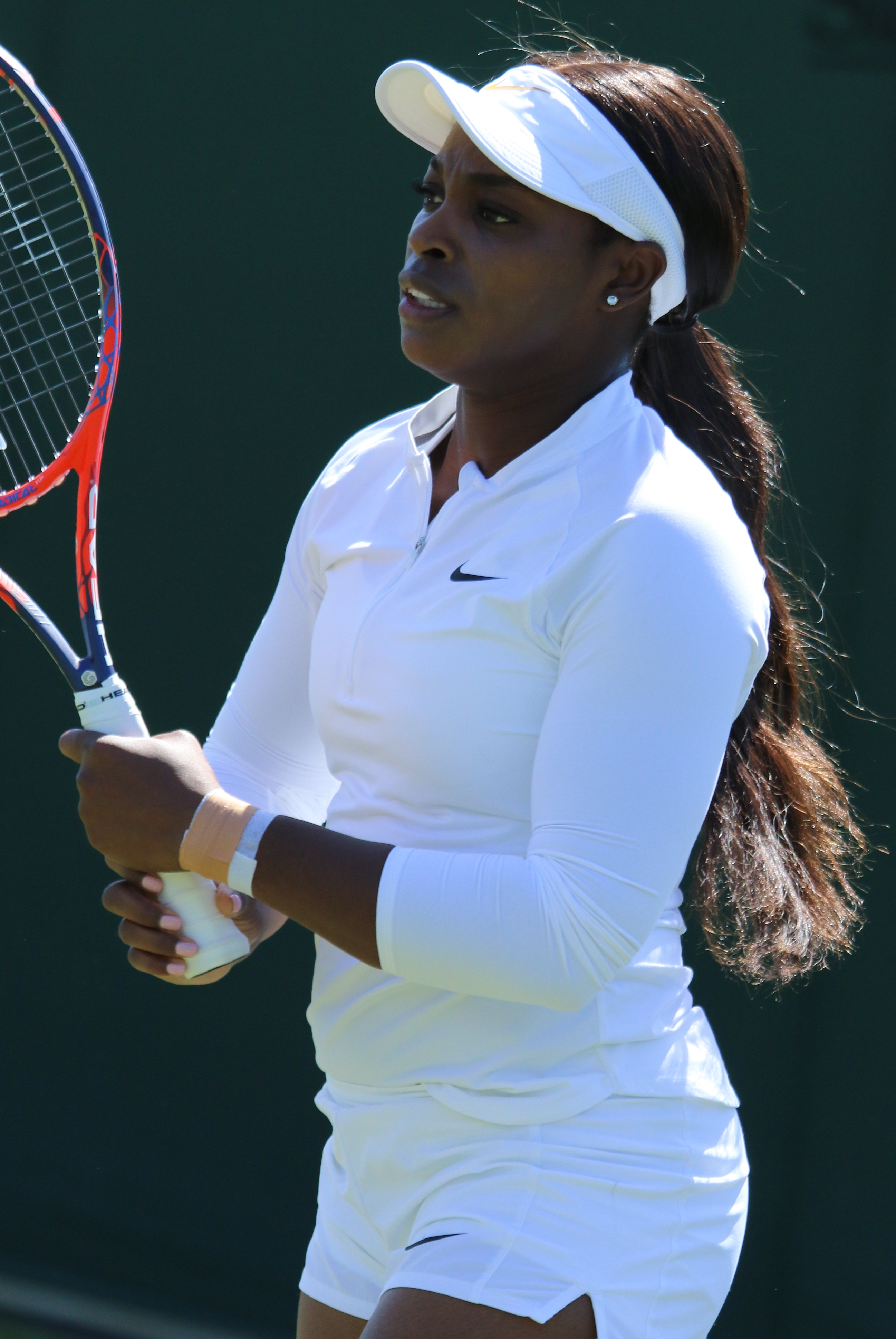
Ve Wimbledonu vypadla již v úvodním kole, když na Donnu Vekićovou uhrála jen čtyři gamy

Na prvním ze dvou velkých březnových turnajů BNP Paribas Open v Indian Wells postoupila přes Bělorusku Viktoriji Azarenkovou, aby poté nenašla recept na pozdější ruskou finalistku Darju Kasatkinovou, hrající svůj první turnaj v kariéře jako členka elitní světové dvacítky. Debutový titul v kategorii Premier Mandatory získala na navazujícím Miami Open naposledy hraném v Crandon Parku, kam zavítala v roli třinácté nasazené. Cestou soutěží na její raketě dohrály Australanka startující na divokou kartu Ajla Tomljanovićová, rumunská kvalifikantka Monica Niculescuová, světová trojka Garbiñe Muguruzaová, desítka Angelique Kerberová a v semifinále trojnásobná šampionka turnaje Azarenková, která se na okruh vracela po dlouhodobé přestávce. Ve finále pak zdolala lotyšskou světovou pětku Jeļenu Ostapenkovou po dvousetovém průběhu a udržela finálovou neporazitelnost, když všech šest závěrečných bojů na túře WTA vyhrála. Trofej jí zajistila debutový posun do elitní světové desítky, když jí 2. dubna 2018 patřila 9. příčka žebříčku WTA, z níž odsunula Kvitovou.
Ve třetích kolech dohrála na Mutua Madrid Open a římském Internazionali BNL d'Italia. V prvním případě nestačila na Karolínu Plíškovou a ve druhém na Caroline Garciaovou. Na French Open poprvé figurovala mezi první desítkou nasazených tenistek. Na pokraji vyřazení se ocitla ve třetím kole, když Camilu Giorgiovou porazila až poměrem 8–6 ve třetím setu, přestože Italka dvakrát servírovala na postup. Po dvousetových výhrách nad Ruskou Darjou Kasatkinovou a Madison Keysovou prošla do druhého grandslamového finále. V něm po třísetovém průběhu nestačila na rumunskou světovou jedničku Simonu Halepovou. V prvním vzájemném třísetovém utkání Rumunka navýšila aktivní poměr mezi oběma hráčkami na 6–2. Bodový zisk posunul Stephensovou premiérově do elitní světové pětky na 4. příčku, a to vyjma sester Williamsových jako první Američanku od Lindsay Davenportové a sezóny 2006. Debutově také nezvládla singlové finále na okruhu WTA Tour, když ze šesti předchozích závěrečných duelů vždy vybojovala titul.
Travnatou přípravu na londýnský grandslam vynechala. Ve Wimbledonu pak dohrála již v úvodní fázi na raketě Chorvatky Donny Vekićové. Přesto se po turnaji poprvé posunula na 3. místo ženské klasifikace. Letní túru na amerických betonech zahájila druhým kolem washingtonského Citi Open, kde podlehla Andree Petkovicové. Třetí sezónní finále si zahrála na Rogers Cupu. V boji o titul však opět nestačila na první hráčku žebříčku Halepovou po třísetovém průběhu. Ve třetí fázi opustila Western & Southern Open, kde ji vyřadila Elise Mertensová. Jako obhájkyně trofeje zavítala na US Open. Jediný set cestou do čtvrtfinále ztratila proti ukrajinské kvalifikantce Anhelině Kalininové ve druhém kole, kterou zdolala po necelých třech hodinách. Ve čtvrtfinálovém duelu uhrála jen pět gamů s Anastasijí Sevastovovou a Lotyška jí oplatila porážku z téhož kola US Open 2017. Během podzimní asijské túry opustila soutěže Toray Pan Pacific Open a Wuhan Open již v úvodních kolech, když v prvním případě podlehla Vekićové a ve druhém Anastasiji Pavljučenkovové. Pekingský China Open znamenal vyřazení ve třetí fázi od Dominiky Cibulkové. Divokou kartu poté obdržela na moskevský Kremlin Cup, kde ji po volném losu stopku vystavila kvalifikantka Ons Džabúrová.
Na singapurský WTA Finals, kde startovala jako světová šestka, se kvalifikovala 2. října 2018. Při debutovém startu na Turnaji mistryň nejdříve ovládla červenou základní skupinu, v níž porazila všechny tři soupeřky, Bertensovou, Kerberovou i Ósakaovou. V semifinále pak otočila průběh s Karolínou Plíškovou, když doháněla ztrátu 0–6, 0–2 a 15:40. Ve finále však podlehla ukrajinské světové sedmičce Elině Svitolinové ve třech sadách. Následně ukončila sezónu na 6. místě jako nejvýše postavená Američanka a odmítla nominaci do amerického týmu na pražské finále Fed Cupu.

## Soukromý život
Narodila se v roce 1993 ve floridském Plantation do rodiny Sybil Smithové a profesionálního hráče amerického fotbalu Johna Stephense. S otcem, který zemřel při dopravní nehodě 1. září 2009, před jejím startem na US Open, neudržovala žádný kontakt do třinácti let. Mladší bratr Shawn hrál baseball a americký fotbal na střední Notre Dame High School v Los Angeles.
V roce 2016 navázala partnerský vztah s americkým fotbalovým útočníkem, reprezentantem a olympionikem Jozym Altidorem. V dubnu 2019 se s ním zasnoubila a na Nový rok 2022 se uskutečnil sňatek v Miami Beach.

## Finále na Grand Slamu

### Ženská dvouhra: 2 (1–1)
| Stav       | rok  | turnaj      | povrch | soupeřka ve finále | výsledek      |
| ---------- | ---- | ----------- | ------ | ------------------ | ------------- |
| Vítězka    | 2017 | US Open     | tvrdý  | Madison Keysová    | 6–3, 6–0      |
| Finalistka | 2018 | French Open | antuka | Simona Halepová    | 6–3, 4–6, 1–6 |

## Finále Turnaje mistryň

### Dvouhra: 1 (0–1)
| Stav       | č. | datum          | turnaj               | povrch    | soupeřka ve finále | výsledek      |
| ---------- | -- | -------------- | -------------------- | --------- | ------------------ | ------------- |
| Finalistka | 1. | 28. října 2018 | WTA Finals, Singapur | tvrdý (h) | Elina Svitolinová  | 6–3, 2–6, 2–6 |

## Finále na okruhu WTA Tour
| Legenda                                          |
| ------------------------------------------------ |
| D – dvouhra; Č – čtyřhra                         |
| Grand Slam (1–1 D)                               |
| Turnaj mistryň (0–1 D)                           |
| Premier Mandatory & Premier 5 / WTA 1000 (1–1 D) |
| Premier / WTA 500 (1–0 D; 1–0 Č)                 |
| International / WTA 250 (5–0 D; 0–1 Č)           |

| Finále podle povrchu  |
| --------------------- |
| tvrdý (6–2 D; 0–1 Č)  |
| antuka (2–1 D; 1–0 Č) |
| tráva (0–0)           |
| koberec (0–0)         |

### Dvouhra: 11 (8–3)
| Stav       | č. | datum          | turnaj                           | kategorie         | povrch     | soupeřka ve finále         | výsledek           |
| ---------- | -- | -------------- | -------------------------------- | ----------------- | ---------- | -------------------------- | ------------------ |
| Vítězka    | 1. | 9. srpna 2015  | Washington, D.C., Spojené státy  | International     | tvrdý      | Anastasija Pavljučenkovová | 6–1, 6–2           |
| Vítězka    | 2. | 9. ledna 2016  | Auckland, Nový Zéland            | International     | tvrdý      | Julia Görgesová            | 7–5, 6–2           |
| Vítězka    | 3. | 27. února 2016 | Acapulco, Mexiko                 | International     | tvrdý      | Dominika Cibulková         | 6–4, 4–6, 7–6(7–5) |
| Vítězka    | 4. | 10. dubna 2016 | Charleston, Spojené státy        | Premier           | antuka (z) | Jelena Vesninová           | 7–6(7–4), 6–2      |
| Vítězka    | 5. | 9. září 2017   | US Open, New York, Spojené státy | Grand Slam        | tvrdý      | Madison Keysová            | 6–3, 6–0           |
| Vítězka    | 6. | 1. dubna 2018  | Miami, Spojené státy             | Premier Mandatory | tvrdý      | Jeļena Ostapenková         | 7–6(7–5), 6–1      |
| Finalistka | 1. | 9. června 2018 | French Open, Paříž, Francie      | Grand Slam        | antuka     | Simona Halepová            | 6–3, 4–6, 1–6      |
| Finalistka | 2. | 12. srpna 2018 | Montréal, Kanada                 | Premier 5         | tvrdý      | Simona Halepová            | 6–7(6–8), 6–3, 4–6 |
| Finalistka | 3. | 28. října 2018 | Singapur                         | Turnaj mistryň    | tvrdý (h)  | Elina Svitolinová          | 6–3, 2–6, 2–6      |
| Vítězka    | 7. | 27. února 2022 | Guadalajara, Mexiko              | WTA 250           | tvrdý      | Marie Bouzková             | 7–5, 1–6, 6–2      |
| Vítězka    | 8. | 21. dubna 2024 | Rouen, Francie                   | WTA 250           | antuka (h) | Magda Linetteová           | 6–1, 2–6, 6–2      |

### Čtyřhra: 2 (1–1)
| Stav       | č. | datum         | turnaj                          | kategorie     | povrch     | spoluhráčka         | soupeřky ve finále                    | výsledek         |
| ---------- | -- | ------------- | ------------------------------- | ------------- | ---------- | ------------------- | ------------------------------------- | ---------------- |
| Finalistka | 1. | 5. srpna 2017 | Washington, D.C., Spojené státy | International | tvrdý      | Eugenie Bouchardová | Šúko Aojamová Renata Voráčová         | 3–6, 2–6         |
| Vítězka    | 1. | 7. dubna 2024 | Charleston, Spojené státy       | WTA 500       | antuka (z) | Ashlyn Kruegerová   | Ljudmyla Kičenoková Nadija Kičenoková | 1–6, 6–3, [10–7] |

## Finále série WTA 125
| Legenda                  |
| ------------------------ |
| D – dvouhra; Č – čtyřhra |
| WTA 125 (1–0 D; 0–0 Č)   |

### Dvouhra: 1 (1–0)
| Stav    | č. | datum       | turnaj              | povrch | soupeřka ve finále | výsledek |
| ------- | -- | ----------- | ------------------- | ------ | ------------------ | -------- |
| Vítězks | 1. | květen 2023 | Saint-Malo, Francie | antuka | Greet Minnenová    | 6–3, 6–4 |

## Tituly na okruhu ITF
| Dotace turnajů okruhu ITF | Dotace turnajů okruhu ITF |
| ------------------------- | ------------------------- |
| 100 000 $ tournaments     | 80 000 $ tournaments      |
| 75 000 $ tournaments      | 60 000 $ tournaments      |
| 50 000 $ tournaments      | 25 000 $ tournaments      |
| 15 000 $ tournaments      | 10 000 $ tournaments      |

### Dvouhra (1 titul)
| Č. | datum           | turnaj                | povrch | soupeřka ve finále   | výsledek |
| -- | --------------- | --------------------- | ------ | -------------------- | -------- |
| 1. | 15. května 2011 | Reggio Emilia, Itálie | antuka | Anastasia Jakimovová | 6–3, 6–1 |

### Čtyřhra (1 titul)
| Č. | datum           | turnaj                 | povrch | spoluhráčka         | soupeřky ve finále                    | výsledek |
| -- | --------------- | ---------------------- | ------ | ------------------- | ------------------------------------- | -------- |
| 1. | 28. června 2008 | Wichita, Spojené státy | tvrdý  | Christina McHaleová | Dominika Diešková Ana-Clara Duarteová | 6–3, 6–2 |

## Finále soutěží družstev: 1 (1–0)
| Stav    | č. | datum                  | soutěž                   | povrch    | spoluhráčky                                         | finalistky                                                                | výsledek |
| ------- | -- | ---------------------- | ------------------------ | --------- | --------------------------------------------------- | ------------------------------------------------------------------------- | -------- |
| Vítězka | 1. | 11.–12. listopadu 2017 | Fed Cup Minsk, Bělorusko | tvrdý (h) | Coco Vandewegheová Shelby Rogersová Alison Riskeová | Aryna Sabalenková Aljaksandra Sasnovičová Věra Lapková Lidzija Marozavová | 3–2      |

## Finále na juniorském Grand Slamu

### Čtyřhra: 4 (3–1)
| Stav       | rok  | turnaj      | povrch | spoluhráčka         | soupeřky ve finále                               | výsledek           |
| ---------- | ---- | ----------- | ------ | ------------------- | ------------------------------------------------ | ------------------ |
| Finalistka | 2008 | US Open     | tvrdý  | Mallory Burdetteová | Noppavan Lertčívakarnová Sandra Romaová          | 6–0, 6–2           |
| Vítězka    | 2010 | French Open | antuka | Tímea Babosová      | Lara Arruabarrenová María Teresa Torrová Florová | 6–2, 6–3           |
| Vítězka    | 2010 | Wimbledon   | tráva  | Tímea Babosová      | Irina Chromačovová Elina Svitolinová             | 6–7(7–9), 6–2, 6–2 |
| Vítězka    | 2010 | US Open     | tvrdý  | Tímea Babosová      | An-Sophie Mestachová Silvia Njirićová            | bez boje           |

## Chronologie výsledků na Grand Slamu

### Dvouhra
| Turnaj          | 2008 | 2009 | 2010 | 2011    | 2012    | 2013    | 2014    | 2015    | 2016    | 2017    | 2018    | 2019    | 2020    | 2021    | 2022    | 2023    | 2024    | 2025    | SR     | V–P   |
| --------------- | ---- | ---- | ---- | ------- | ------- | ------- | ------- | ------- | ------- | ------- | ------- | ------- | ------- | ------- | ------- | ------- | ------- | ------- | ------ | ----- |
| Australian Open | A    | A    | A    | Q2      | 2. kolo | SF      | 4. kolo | 1. kolo | 1. kolo | A       | 1. kolo | 4. kolo | 1. kolo | 1. kolo | 1. kolo | 1. kolo | 3. kolo | 1. kolo | 0 / 14 | 14–14 |
| French Open     | A    | A    | A    | 1. kolo | 4. kolo | 4. kolo | 4. kolo | 4. kolo | 3. kolo | A       | F       | ČF      | 2. kolo | 4. kolo | ČF      | 4. kolo | 1. kolo |         | 0 / 13 | 35–13 |
| Wimbledon       | A    | A    | A    | Q2      | 3. kolo | ČF      | 1. kolo | 3. kolo | 3. kolo | 1. kolo | 1. kolo | 3. kolo | NH      | 3. kolo | 1. kolo | 2. kolo | 2. kolo |         | 0 / 12 | 16–12 |
| US Open         | Q2   | Q1   | Q2   | 3. kolo | 3. kolo | 4. kolo | 2. kolo | 1. kolo | A       | Vítěz   | ČF      | 1. kolo | 3. kolo | 3. kolo | 2. kolo | 1. kolo | 1. kolo |         | 1 / 13 | 24–12 |
| výhry–prohry    | 0–0  | 0–0  | 0–0  | 2–2     | 8–4     | 15–4    | 7–4     | 5–4     | 4–3     | 7–1     | 10–4    | 9–4     | 3–3     | 7–4     | 5–4     | 4–4     | 3–4     | 0–1     | 1 / 51 | 89–50 |

| Legenda | Legenda                                   | Legenda | Legenda                     |
| ------- | ----------------------------------------- | ------- | --------------------------- |
| SR      | poměr vyhraných turnajů ku všem odehraným | W–L V–P | výhry–prohry                |
| NH      | daný rok se turnaj nekonal                | A       | turnaje se hráč nezúčastnil |
| 1Q / LQ | prohra v (kole) kvalifikace               | 1k / 1R | prohra v daném kole turnaje |
| QF / ČF | prohra ve čtvrtfinále                     | SF      | prohra v semifinále         |
| F       | prohra ve finále                          | Vítěz   | vítězství v turnaji         |

## Postavení na konečném žebříčku WTA

### Dvouhra
| Rok    | 2008 | 2009   | 2010   | 2011  | 2012  | 2013 | 2014  | 2015  | 2016  | 2017  | 2018 | 2019  | 2020  | 2021  | 2022  | 2023  |
| Pořadí | 496. | ▼ 802. | ▲ 198. | ▲ 97. | ▲ 38. | ▲ 2. | ▼ 37. | ▲ 30. | ▼ 35. | ▲ 13. | ▲ 6. | ▼ 25. | ▼ 39. | ▼ 64. | ▲ 37. | ▼ 48. |

### Čtyřhra
| Rok    | 2008 | 2009   | 2010   | 2011  | 2012   | 2013 | 2014 | 2015   | 2016   | 2017   | 2018   | 2019    | 2020   | 2021    | 2022   | 2023   |
| Pořadí | 845. | ▲ 694. | ▲ 526. | ▲ 94. | ▼ 180. | —    | 722. | ▲ 383. | ▼ 883. | ▲ 166. | ▼ 211. | ▼ 1156. | ▲ 628. | ▼ 1348. | ▲ 330. | ▼ 629. |